# Club Voleibol 7 Islas 2015-2016
Questa voce raccoglie le informazioni riguardanti il Club Voleibol 7 Islas nelle competizioni ufficiali della stagione 2015-2016.

## Organigramma societario
Area direttiva
- Presidente: Francisco Sánchez
- Vicepresidente: Aaron Socorro

Area organizzativa
- Tesoriere: Ricardo López

Area tecnica
- Allenatore: Francisco Sánchez
- Allenatore in seconda: Raúl Quintana
- Assistente allenatore: Ricardo López
- Scout man: Marta Sánchez

Area organizzativa
- Medico: Carlos Cabrera
- Preparatore atletico: Francisco Sánchez
- Fisioterapista: Eloy Suárez

## Rosa
| N° | Nome               | Ruolo | Data di nascita  | Nazionalità sportiva |
| -- | ------------------ | ----- | ---------------- | -------------------- |
| 1  | Joao Valquintans   | S     | 18 giugno 1985   | Brasile              |
| 2  | Pedro Sánchez      | S     | 23 ottobre 1997  | Spagna               |
| 3  | Pedro Oliveira     | C     | 30 marzo 1991    | Brasile              |
| 4  | Ruimán Artiles     | S     | 9 febbraio 1987  | Spagna               |
| 5  | Javier Sánchez     | P     | 21 gennaio 1996  | Spagna               |
| 7  | Ángel Rodríguez    | S/O   | 11 novembre 1995 | Spagna               |
| 8  | Aaron Socorro      | C     | 29 ottobre 1993  | Spagna               |
| 9  | Vitali Kobcev      | C     | 31 maggio 1994   | Russia               |
| 10 | José Henríquez     | S     | 23 luglio 1997   | Spagna               |
| 12 | Miguel Chao        | S/O   | 15 gennaio 1991  | Spagna               |
| 13 | Pedro José Lozano  | P     | 21 agosto 1998   | Spagna               |
| 14 | Arabisen Rodríguez | S     | 24 gennaio 1995  | Spagna               |
| 17 | Luca Biliato       | S     | 3 ottobre 1993   | Spagna               |
| 18 | César Martín       | P     | 18 dicembre 1995 | Spagna               |
| 20 | Alexis Valido      | L     | 9 marzo 1976     | Spagna               |